# 제럴드 앤더슨
제럴드 앤더슨(Gerald Anderson, 1989년 3월 7일 ~ )은 필리핀의 배우이다.

## 출연 작품
- 온더잡 (2013)
- 캐치 미... 아임 인 러브 (2011)